# سو 3 (فلم)
سو 3 (بالإنجليزية: Saw III) هو الجزء الثالث من سلسلة أفلام الرعب سو. والفيلم هو جهد مشترك لكل من كاتبي/مخرجي سو “جيمس وان” و“ليه وانيل”، وكاتب/مخرج سو II “دارين ليه بوسمان”.
ويركز الفيلم على القاتل جيغسو الذي يعود للظهور مرة أخرى وهو الخصم في الأفلام السابقة، والتي تقوم بمساعدته أماندا لإنهاء الاختيارات النهائية التي قام بإعدادها وتخطيطها قبل أن يموت. ويحتوي الفيلم أيضا على فلاش باك تحتوي على معلومات عن الخصمين. ولقد تم تخصيص الفيلم لـ((غريغ هوفمان))، منتج الفيلمين الأوليين. ولكنه مات في 4 ديسمبر 2005, مباشرة بعد الإعلان عن الراعي الرسمي لفيلم سو III وهي شركة (بالإنجليزية: Lions Gate Entertainment).
عبارة إعلانية:
- معاناة ؟ لم تر أي شيء حتى الآن
- الأساطير لا تموت

## القصة
يبدأ الفيلم بالمحقق “إيريك ماثيو” (دوني والبيرغ) المقيد برجليه في نفس الحمام المهدم الذي سجن فيه في نهاية الجزء الثاني (سو II). حيث يكتشف منشارا بقربه dvd$ به أن يقطع السلسلة لكن محاولته كانت غير مجدية. وبعد رؤيته لقدم د.جوردن المقطوعة، أدرك أنه يجب أن ينشر قدمه ليعيش. وبعد المحاولة أدرك أنه لا يمكنه اجتيازها. وقرر أن يسحق العظام في قدمه بغطاء المرحاض حتى يمكنه التملص من ثنية الكاحل.
وفي مكان آخر، “ريج” (ليريك بينت) يقود فريق سوات داخل غرفة مهجورة والمقفولة باللحام حيث يجدون بقايا متناثرة من جثة. والخبير القضائي يخبر المحققة كيري (دينا ماير) وهي خبيرة بهذه القضية بأن الجثة ليست للمحقق “ماثيو”، حسبما خافت منه مبدئيا ولكنها لرجل يدعى تروي.
وفي الفلاش باك، يفيق “تروي” في الحجرة المهجورة بسلاسل عديدة بجسمه. وسلسلة واحدة مثبتة في الأرض منتهية بحلقة كبيرة والتي كانت مخترقة فكه السفلي. وتنفتح شاشة التلفزيون، وتظهر دمية جيغسو التي تسمى (بيلي). وتتكلم الدمية مع تروي وتخبره كيف على الرغم من المزايا التي يمتلكها عند مولده كان يدخل ويخرج من السجون وكأنه يجد راحة أكثر في السلاسل أكثر من كونه حرا. وللعيش يجب عليه التخلص من السلاسل (بالأربطة الطرفية المثبتة خلال العديد من أجزاء جسمه). وتنطفئ شاشة التلفزيون. ويلاحظ تروي قنبلة مزروعة على نحو قريب، وبعد عد تنازلي قدره دقيقة و30 ثانية. فشل تروي في أن يخلص نفسه في وقتها. وتلاحظ “كيري” أن هذه المصيدة الخاصة ليست مشابهة للنمط المعتاد للقاتل جيغسو، حيث أن ألعاب جيغسو تعطي ضحاياها فرصة للهروب في حالة أنهم نجحوا، وكان باب الحجرة مقفلا باللحام، ولم يسمح “لتروي” بالهروب لو نجح في فك نفسه من السلاسل.
وتأخذ “كيري” الشريط الذي تظهر فيه الدمية بيلي لمراجعته، ولكنها تخطف عندما كانت تحاول فحص مصدر الكاميرا الذي كان يقوم بتصويرها داخل حجرتها. وتفيق “كيري” لترى نفسها معلقة بالسقف في أداة معدنية غريبة الشكل تدعى (مصيدة أنجل). وعندما يبدأ شريط الفيديو على شاشة التلفزيون المجاورة، نرى مرة أخرى الدمية، والتي تقوم بإخبار كيري بأنها قد قضت حياتها تعيش بين الموتى، ويظهر الشريط أيضا أن الأداة مرتبطة بقفصها الصدري، وأمامها المفتاح بكأس من الحمض، ولديها دقيقة واحدة للحصول على المفتاح والتخلص من الأداة الغريبة المرتبطة بقفصها الصدري، قبل أن يتحلل المفتاح. وتنجح كيري في الحصول على المفتاح وتقوم بفتح قطعة من الأداة. ومع ذلك، فهذا لا شيء، حيث أن الأداة غريبة الشكل لا تزال مرتبطة في قفصها الصدري. وحينها يدخل شخص مجهول يرتدي معطف ويمشي في الحجرة، وتدرك كيري على الفور من هو هذا المجهول. وفي النهاية تستسلم وتستعد للموت. وترفع نفسها لأعلى من السلاسل وتندفع الأداة خاجة من قفصها الصدري.
وفي مكان آخر تنهض د.لين دينلون (بهار سوميخ) من سريرها مع رجل يدعى كريس للاستعداد للعمل. ويقول كريس أنهم يحتاجان للتحدث. وأثناء سيرها لتخرج من الباب ترد لين ماذا تريد مني كريس ؟ فيخبرها بأنه يريد الطلاق وهذا ما أثر على أدائها في العمل حيث قامت بإنقاذ حياة ولد صغير ولكنها كانت متأخرة جدا مما أدى إلى قلق زملائها عليها. وبعد انتهائها من العمل في المستشفى تقوم بالمغادرة، ولكنها تجد نفسها في مصيدة في غرفة مقفلة. وتقوم أماندا بخطفها وتحضرها إلى العرين الجديد لـ(جيغسو). وتفيق لين لتجد نفسها مربوطة في كرسي ذو عجلات. ويتم جلبها إلى جيغسو، جون كرامر، والذي كان يستريح في غرفة مستشفى للطوارئ، يقول جيغسو: أنا أريد أن ألعب لعبة. فتقوم أماندا بتجهيز لين بجهاز كبير الحجم محاط بقذائف مدفعية. وهذه الأداة غريبة الشكل مربوطة بالجهاز الذي يرصد نبضات القلب لجيغسو. وفي حالة أن توقف نبض قلب جيغسو، أو في حالة هروبها، أو في حالة أنها تحاول أن تخلع الجهاز بنفسها، فإن القذائف سوف تطلق النيران، وتقتلها. ومن الواضح أن هناك رجلا آخر يتم اختباره أيضا، وقي حالة أنه أكمل اختباراته قبل أن يموت جيغسو، فإنها تكون حرة لتذهب.
وهذا الرجل الذي يتم اختياره يدعى جيف رينهارت (أنغوس مكفادين)، والذي كان يقظا في صندوق خشبي معلق بواسطة رافعة. يجد جيف المسجل الذي يخبره بأنه لا يزال يشعر بكراهية المرتبطين بحادثة القيادة أثناء الشرب والتي قتلت ابنه ديلان (ستيفان غورجيو)، ويخبره الشريط أيضا أنه يجب أن يعاني ويخضع لاجتياز سلسلة من ثلاثة اختبارات. وحينئذ، فإن الاختيار النهائي سوف يأتي به وجها لوجه مع الرجل المسؤول عن فقدان ابنه. ومع ذلك، ففي حالة أنه يستغرق وقتا أطول من ساعتين، فإن الأبواب سوف تغلق وتقفل عليه تماما وتجعله بالداخل للأبد. ويقوم “جيف” بسرعة بالتحرر والنزول إلى الأرض. وفي تسلسل الفلاش باك، يعلم المشاهد أن موت ابنه لا يزال مئثرا عليه بعمق ويبدو أنه كان يخطط للانتقام من قاتل ابنه. ويعلم المشاهد أيضا أن جيف له ابنة، وبالرجوع من الخلف إلى الحاضر، يجد جيف صندوق مفتوح يحتوي على ملاحظة ((افتح الباب، جيف)) ومع ذلك فإن هذه الملاحظة هي قطعة من صورة فوتوغرافية ويحتوي الصندوق أيضا على مفتاح.
ورجوعا لحجرة المستشفى، تشرح لين لأماندا أن جيغسو لديه فتق مخي وأمله الوحيد هو إجراء عملية في المستشفى، ولكن أماندا ترفض المغادرة، وبعد أن تقوم لين بمساعدة أماندا بتهدئة جيغسو من نوبة عصبية مفاجئة تطلب لين من أماندا الأدوات المطلوبة لعلاج الفتق. وتخبرها لين أنها تحتاج لمخدر ومثقاب.
وبالقرب من ذلك، يدخل جيف حجرة مرسوم على بابها “واجه مخاوفك”. والحجرة هي عبارة عن ثلاجة (فريزر)، وفي المنتصف توجد دانيكا سكوت (ديبرا لين ماك كاب) معلقة من أذرعها، حيث هناك أنبوبتين تقومان برش جسمها العاري بمياه باردة. ومن المتضح أن دانيكا كانت الشاهدة الوحيدة في حادثة السيارة، ولكنها هربت من غير أن تخبر الشرطة عما تعرفه. ويقوم جيغسو بإعطاء جيف خيار إنقاذها أو يدعها تتجمد حتى الموت. وفي هذه المصيدة خلف الأنابيب الباردة المجمدة، يوجد هناك مفتاح والذي يمكن لجيف الوصول إليه لينقذها. ويتردد جيف في القيام بذلك، زاعما أنها لم تفعل شيئا لمساعدة ابنه. وعندما يتعامل جيف مع ورطته، فإن الأنبوبتين تقومان برشها فتبدأ بالصراخ من الرعب ولسعات البرد وهي تتوسل إلى جيف وتخبره بأنها تدرك أن ما قامت به كان خطأ. وفي النهاية يحصل جيف على المفاتيح ولكن قد فات الأوان على ذلك فقد ماتت. ويجد جيف صندوق آخر خارج الحجرة، يحتوي على ملاحظة أخرة ((رصاصة واحدة وينتهي كل شيء)) وفي داخل الصندوق أيضا قطعة أخرى من الصورة التي حصل عليها بالسابق وهذه المرة تظهر ابنه.
وفي طريقه إلى الصالة، يجد جيف الدمية بيلي راقد بلا حركة بجانب دراجة ثلاثية. ويتم وضعها بطريقة تشبه حادثة ابنه. ويقوم بيلي بتدوير رأسه إلى جيف ويبدأ في الضحك بسخرية. وعند دخوله إلى الحجرة التالية المرسوم على بابها “حان وقت الذهاب”، يسمع “جيف” صوت رجل يصرخ ويستغيث. فيتسلق سلم لرؤية رجلا مقيد بواسطة سلسلة حول عنقه. وبينما هو يصرخ للاستغاثة، يقوم جيف بتشغيل المسجل المعلق بالسقف. ويخبره جيغسو أنه عندما عرضت القضية على القاضي كان الحكم تافها على قاتل ابنه وروحك لم ترتح بعد ذلك مطلقا والآن لديك المقدرة على إرسال روحه إلى الجحيم، أو تستطيع أن تسامحه.والرجل بداخل المصيدة هو نفس القاضي. وللحصول على المفتاح التالي، يجب على جيف أن يتخلى عن أشياء ابنه والذي كان مهووسا بها لمدة طويلة. وحينما ينتهي الشريط. فإن سلسلة من المناشير المستديرة الكبيرة المتداخلة المرتبطة بالمصيدة تبدأ بالدوران بسرعة كبيرة، وقضيب يشبه الناقل يدور مرسلا جثث خنازير متعفنة. ويتم إسقاطها على شفرات المناشير، والأمعاء والأحشاء الداخلية السائلة تنصب في المصيدة، فوق القاضي “هادلين”. وبعد أن عبر جيف عن غضبه من القاضي، يتردد في أن يحرق أشياء ابنه، ولكن في النهاية قام جيف بإحراقها ومشاهدتها تحترق حتى خرج منها المفتاح فالتقطة وتسلق السلم وهبط في المصيدة وقام بتخليص القاضي قبل أن ينغمس بأحشاء الخنازير بصورة كاملة.
وتقوم لين بالاستعداد لإجراء العملية لجيغسو فتقوم بتخديره وبعدها قامت باستخدام المثقاب الكهربائي وبعدها استخدمت منشار العظام لقطع وفتح فتحة في جمجمته لتخفيف الضغط الذي يسببه الورم. وتبدأ ضربات قلبه بالانخفاض ويبدأ في رؤية فلاشات خلفية والتي يرى فيها حبيبته السابقة “جيل”. وسرعان ما يستقر، وتراقبه أماندا عندما يقوم بإمساك ذراع لين ويقول لها أنه يحبها وهو لا يزال يهلوس بحبيبته السابقة. فتغادر أماندا الغيورة الحجرة. وتقوم بعمل جرح كبير في فخذها وذلك إضافة جديدة للعديد من الندبات التي قامت بعملها من قبل. وحينئذ يعرض فلاش باك خاص بها، حيث نرى أن جيغسو يقوم بالاستعداد من أجل مصيدته في الفيلم الأول. ومن المتضح أيضا أنه واجهها في شقتها بعد أن نجت من إحدى مصائده وطلب منها أن تترك حياتها وتعمل عنده وكانت مهمتها الأولى هي اختطاف “أدام فولكنر” والذي كان أحد من الذين تم قتلهم بمصيدة الحمام.
بعد هذا، تدخل أماندا وتحاول أن تتحدث مع جيغسو، ولكن لين تخبرها بأنه لا يمكنه سماعها. فتغضب أماندا وتقوم بضرب لين مقابل الحائط وهي تحاول أن تسحب المسدس عليها، عندها أفاق جيغسو وقام بتوبيخ أماندا.
ويجد جيف والقاضي هادلين صندوق آخر به قطعة من الصورة الفوتوغرافية، وهذه المرة تظهر بها ابنته، ويوجد بالصندوق دخيرة مسدس وملاحظة أخرى (خطوة واحدة أقرب لانتقامك).حينئذ يدخلوا حجرة مرسوم على بابها ((هنا فرصتك)). وفيداخل الحجرة أداة غريبة بالمنتصف حيث الضحية التالية مربوطة. وحينما يقوم جيف بتشغيل المسجل، يظهر صوت جيغسو ويخبره بأن الرجل المربوط هو “تيموثي يانغ”، وهو السائق السكير الذي قتل ابن جيف، ويناشد جيف ليدرك أن تيموثي لديه ذنب بموت ديلان يساوي حزنه، وفي هذه المصيدة يكون رأس وأذرع وأرجل تيموثي مقيدة بألة معدنية على شكل صليب، وكل طرف في استطاعته أن يلتوي 180 درجة. والمفتاح مربوط بمسدس ويكون مطلوبا من جيف أن يأخذ المفتاح لينقذ الرجل. وكان جيف في حالة ذعر ومترددا في البداية، ولكنه يدفع شياطينه ويحاول الحصول على المفتاح من السلسلة. ويدرك أن المفتاح يمكن تحريكه بدون سحب الخيط، ولكن عندما قام بذلك فإن المسدس أطلق رصاصة قتلت القاضي هادلين. وصرخات تيموثي يمكن أن يتم سماعها خلال المحنة، والأداة تلوي ذراعيه ورجليه وتكسر عظامه. ويقوم جيف بهيجان بالبحث عن مكان ليضع به المفتاح، ولكن الوقت نفذ منه في حين أن الأداة لويت 180 درجة وقطعت رأس تيموثي.
وفي غضون ذلك، في الحجرة الطبية يكون لجيغسو حديث مختصر مع لين عن أسرتها وكيف أنها هجرتهم. وخلال الحديث، يظهر أن جيغسو يحتقر القتلة. وتدخل أماندا لتخبر جيغسو أن جيف اجتاز الاختيار الثالث. وجيغسو يخبرها بإطلاق سراح لين، ولكنها تصوب مسدسها على لين. وهو يحاول أن يهدئها داعيا بأن بهذا لا تتبع القواعد ولكن أماندا ترفض الاستماع. تغضب أماندا على جيغسو، داعية أن لا أحد يتغير أو يولد من جديد أو يتعلم من ألعاب جيغسو. مسشتهدة بـ(إيريك ماثيو) الذي كانت تعتقد أنه لا زال نفس الشخص بعد اللعبة التي قامت بصنعها ولم يتغير. وعندها، يظهر فلاش باك آخر نكتشف من خلاله أن ماثيو يحاول الهروب من الحمام واتبع أماندا إلى لأسفل في الصالة لمواجهتها. وهو يصل إليها على الرغم من قدمه المصابة، ويهزمها بوحشية، طالبا منها أن تخبره عن مكان ابنه. ولكنها ترفض الإفصاح عن المعلومات، وبدلا من ذلك تقوم بضرب قدمه المكسورة وتتركه للموت. وجيغسو يخبرها أنه قام بإزالة أخطائها في هذا الشأن، ومن الممكن الإشارة إلى أنه عرف ماذا فعلت أماندا. وحينما نعود إلى الحاضر، يستمر جيغسو في لوم أماندا ويصبح من الواضح أن أماندا لم تسمح أبدا بأي من ضحاياها (باستثناء إيريك ماثيو، والذي ترك مصيره غامضا) يقوم بمغادرة “الألعاب” حيا.
ويستمر جيف في استكشاف المستودع، مواجها بوابة مربوطة بسلسلة والتي يمكن فتحها بالمفتاح الذي وجده في الصندوق الأول، وحينئذ يجد صندوق آخر، وهذا الصندوق يحتوي على مسدس وملاحظة ((الفرصة الأخيرة))، وأكثر من بند يعير انتباهه. يقوم جيف بشحن المسدس بالذخائر التي التقطها من قبل، ويتقدم لأسفل في الدهاليز ناحية الخروج، ويصل جيف إلى حجرة المستشفى، حيث تسرع لين لتحتضنه ولكن أماندا أطلقت النار عليها في الظهر. فتنهار لين بين أذرع جيف. فيقوم جيف على الفور برفع مسدسه ويطلق النار على أماندا في رقبتها. وجيغسو يخبر أماندا أنها هي التي كانت يتم اختبارها (الفيلم ينقطع ويرجع للخلف إلى جميع الأوقات التي كان بها جيغسو يصنع اللعبة، وكان ينظر إلى أماندا وليس إلى لين) ويتبين أن جيف ولين متزوجين (البند الذي في الصندوق كان القطعة الأخيرة من الصورة الفوتوغرافية، والتي تظهر وجه لين). وجيغسو كان هو الذي يعد الصناديق في الهاليز من أجل اختبارات جيف. وفي يأسه لتعليم أماندا، بعد جميع اختباراتها الغير عادلة والتي جعلتها ترتكب جرائم. وأعطاها فرصة أخيرة واحدة. ويدعي جيغسو أن جميع الألعاب التي أعدتها أماندا كانت غير مناسبة، مشيرا إلى الحجرة المغلقة باللحام الخاصة بـ“تروي” ومصيدة أنجل الخاصة بـ“كيري”.
جيغسو يخبر جيف أن لين سوف تموت ويجب عليه أن يستدعي الإسعاف في حالة أن يتعاون جيف في الاختيار الأخير. وعلى منضدة قريبة، توجد هناك أدوات عديدة يمكن لجيف أن يستخدمها للانتقام من جيغسو، ويدعو جيغسو جيف أن يسامحه، ولكن جيف يلوح مهددا بمنشار كهربائي، وتحاول لين بصورة غير واضحة لتخبر جيف أن يتوقف، ولكنها كانت تكلمه بصعوبة. ويقوم جيف بقطع عنق جيغسو ويقول جيف إنني اسامحك.
ويبدأ جيغسو بالاعتدال وهو يلفظ أنفاسه الأخيرة ويظهر مسجل في يده اليمنى. وعندها يقوم بتشغيله. ويظهر الشريط أن جيغسو نفسه كان اختبار جيف النهائي. وحسب ما قاله مؤخرا، كان جيغسو الرجل المسؤول عن فقدان ابنة جيف وهو فقط يعرف أين هي، وبقتله لقد فشل جيف في الاختيار النهائي ولم يتعلم أي شيء في محنته، أو حتى موقع ابنته، والطريقة الوحيدة لإرجاع ابنته هو لعب لعبة أخرى. ويتغير ضوء طوق لين من الأخضر إلى الأحمر. وأبواب المستودع جميعها تغلق بعد انتهاء الساعتين، وعندما يتوقف نبض قلب جيغسو فإن الطوق سوف يطلق القذائف. وتظهر جميع المشاهد من جميع أفلام سو الثلاثة. حيث ينهمر جيغسو في الدموع وفي النهاية يموت. وحينها يصرخ جيف في رعب حيث يدرك ما قام به والذي أدى إلى قتله هو وزوجته حيث يظهر رأسها وهو ينفجر وتنتشر أشلائها على الحائط.

## وصلات خارجية
- مقالات تستعمل روابط فنية بلا صلة مع ويكي بيانات
- صفحة الفيلم على موقع imdb